# Pokémon HeartGold en SoulSilver
Pokémon HeartGold en SoulSilver zijn twee videospellen in de Pokémon-serie voor de Nintendo DS. In Japan kwamen ze uit op 11 september 2009. De oorspronkelijke datum in Europa was op 26 maart 2010, maar deze is in de Benelux (Vlaamse deel van België) uitgesteld door fabricagefouten, de nieuwe releasedatum was 2 april. Het zijn remakes van de eerder uitgekomen Pokémon Gold en Pokémon Silver. Net als bij de andere spellen in de Pokémon reeks zijn deze twee nieuwe versies op bijna alle punten gelijk, behalve dat de speler in de ene net een paar andere Pokémon tegenkomt dan in de ander.

## Verhaal
De verhaallijn is ten grote dele gelijk aan die van Pokémon Gold,Pokémon Silver en Pokémon Crystal. Het verhaal speelt zich af in Johto. De speler begint als een nieuwe trainer in New Bark Town, krijgt een Pokémon van Professor Elm, de keuze bestaat uit: Totodile, Cyndaquil of Chikorita. (Net zoals in Pokémon Gold, Silver en Crystal). Dan is het doel zoals in elke Pokémon game om alles in de regio te verkennen. Doorheen het avontuur in Johto moet hij/zij het weer opnemen tegen Team Rocket. Verder zijn er weer een hele hoop Pokémon te vangen.
Het doel van het spel is om Pokémon-meester te worden door de legendarische Pokémon Ho-Oh en Lugia te vangen, de Gymleaders en de Elite Four te verslaan, daarna alle Gymleaders van Kanto te verslaan, met alle 16 badges de oud kampioen trainer Red te verslaan en om alle Pokémon in het spel te vangen en te laten evolueren om zo je Pokédex compleet te maken.

## Vernieuwingen
In Pokémon HeartGold & SoulSilver zitten een aantal nieuwe functies.
- De eerste Pokémon die in de party zit, zal achter de speler aan lopen tijdens het wandelen door de wereld. In Pokémon Yellow liep Pikachu ook al achter de speler aan, maar hier kan het met alle Pokémon. Deze Pokémon kan de speler ook aanspreken om te kijken naar zijn emoties, en om items die de Pokémon gevonden heeft onderweg te verzamelen.
- Er zal een event zijn waarbij de speler met zijn Pikachu-Colored Pichu (een Pichu gekleurd als Pikachu, uit de (12e Pokémon-film) the Spiky Eared Pichu (een Pichu met een puntig oor) tegen kunt komen, en kunt vangen. De Pikachu-Colored Pichu kreeg men via Nintendo WFC tussen 5 en 25 maart.
- Als de speler een event-Arceus (ook uit de 12e Pokémon-film) naar de Ruins of Alph brengt, kan hij een Pokémon ei krijgen met daarin Dialga, Palkia of Giratina (naar keuze) uit Pokémon Diamond, Pokémon Pearl en Pokémon Platinum krijgen. Deze Pokémon is dan op level 1. Ze krijgen dan ook een nieuwe aanval. Dialga leert Metal Burst, Palkia leert Hydro Pump en Giratina leert Shadow Sneak. Ook zullen deze drie legendarische Pokémon een item krijgen. Dialga de Amadant Orb, Palkia de Lustrous Orb en Giratina de Griseous Orb. (Het is dus mogelijk in dit spel Origin Forme Giratina te krijgen.)
- Net als in de oorspronkelijke Pokémon Gold en Pokémon Silver zal het mogelijk zijn om, nadat de speler de Elite Four heeft verslagen, door Kanto te reizen. Daar kan men dan ook nog eens acht Gymleaders verslaan.
- Het menu zal toegankelijk zijn op het Touch-Screen van de Nintendo DS.
- Men kan nu zien hoe een Pokémon een HM uitvoert.
- Men kan nu ook, Groudon (SS) en Kyogre (HG) vangen. Als een speler ze beiden op een spel heeft (door te ruilen), krijgt hij een item waarmee hij daarna Rayquaza kan vangen. Alle drie zijn ze te vinden in de Hidden Tower op level 50. De speler moet eerst naar de professor van Kanto, dan krijgt hij de HM Rock Climb en dan kan hij daarheen.
- De Hidden Tower ligt in route 47, een van de nieuwe plekken in Johto.
- Er zullen nieuwe mini-games in het spel voorkomen genaamd Pokéathlon.
- Een soort fruit genaamd Apricorns groeien nu aan bomen in de spelwereld waar de speler ze kan plukken. Door een soort apricorns naar Kurt, de Pokébal-creator, te brengen, kan men van hem verschillende soorten pokébals krijgen. De speler zal de Apricorns ook kunnen gebruiken om sappen te maken zodat zijn Pokémon beter presteren in de Pokéathlon-spelletjes. Deze drankjes heten Aprijuice.
- Op de World Map is een nieuw gebied te zien, ten westen van Cianwood city. Dit is een nieuwe Safari Zone waarvan de speler de zones zelf kan bewerken zodat de zone met de Pokémon die men wil dichter bij de ingang ligt. Ook kan men hierin items toevoegen waardoor men zeldzame Pokémon kan tegenkomen en vangen.
- Er is een nieuwe Battle Frontier ten westen van Olivine City. Deze is hetzelfde als in Pokémon Platinum. De Frontier Brains zijn hetzelfde.
- Er is een Global Trade Station. Het GTS-gebouw staat naast Goldenrod City.
- De HMs zijn ook veranderd. HM 5, Defog, is nu Whirlpool. Rock Smash en Rock Climb doen ook weer mee.
- De speler kan ook Latios (SS) en Latias (HG) vangen.
- De speler kan ook Mewtwo en Suicine vangen; Suicine is de legendarische Pokémon van Pokémon Crystal, en Mewtwo van Pokémon Yellow, Pokémon Red, Pokémon Blue, Pokémon LeafGreen en Pokémon FireRed (Mewtwo vangt men op level 70 en Suicine op level 40).
- Ook heeft men de mogelijkheid, nadat men Red heeft verslagen, de Starter Pokémon van Yellow, Red en Blue te krijgen. Deze zijn Squirtle, Charmander en Bulbasaur. Daarnaast kun je ook de Starter Pokémon van Pokémon Ruby, Pokémon Sapphire en Pokémon Emerald krijgen, dat zijn Mudkip, Torchic en Treecko.

## PokéWalker
De Pokéwalker is een klein extra apparaatje met een ingebouwde stappenteller wat bij de spellen meegeleverd zal worden. Het is mogelijk om Pokémon van het HeartGold/SoulSilver spel erop te zetten, en daarmee dan in het echt te lopen. Men kan het bijvoorbeeld aan je broek hangen, zodat hij de stappen registreert. Doordat de speler loopt, krijgt hij weer punten, en met die punten krijgt hij watts. Met die watts kan de speler tegen Pokémon vechten, en spullen zoeken. Men kan ook Pokémon en items vinden. Die Pokémon kan men vinden met de PokéRadar. Die kost 10 punten.
In de PokéWalker heeft men verschillende routes die men kan afleggen met de gevangen Pokémon. Hier zijn andere items en Pokémon te vinden dan in andere gebieden. Sommige van deze gebieden moet de speler via Wifi downloaden voordat hij ze kan gebruiken.